# Rodolfo Bernardelli
José Maria Oscar Rodolpho Bernardelli y Thierry (Guadalajara, 18 de dezembro de 1852 — Rio de Janeiro, 7 de abril de 1931) foi um escultor e professor mexicano naturalizado brasileiro. Também, esporadicamente, transitou pela pintura e pelo desenho. 
Formou-se na Academia Imperial de Belas Artes sob a égide dos princípios classicistas e aperfeiçoou-se na Itália, onde absorveu influências das escolas naturalista e realista, construindo uma obra eclética. Tornou-se o maior nome da escultura brasileira entre o fim do Império e o início da República, deixando obra extensa e qualificada em vários gêneros e recebendo vários prêmios. Lecionou na Academia Imperial e na sua sucessora, a Escola Nacional de Belas Artes, e dirigiu esta instituição ao longo de 25 anos, implementando uma importante reforma modernizadora do currículo e da metodologia de ensino e colaborando na construção de uma nova sede. Envolveu-se em várias polêmicas, numa fase de grandes mudanças estéticas e culturais no Brasil.

## Biografia
Rodolfo Bernardelli nasceu no México, o primeiro de quatro filhos de uma bailarina e de um violinista. Era irmão dos também artistas Henrique Bernardelli e Félix Bernardelli. Teve uma infância movimentada pelas frequentes mudanças de residência dos pais, passando por vários locais do México, e depois por uma ilha do Pacífico, o Chile e por fim o Rio Grande do Sul, no Brasil, onde a família encontrou-se com o imperador D. Pedro II, recebendo um convite para se fixar no Rio de Janeiro. Lá os pais se tornaram preceptores das princesas imperiais e os filhos começaram seus estudos. Rodolfo tinha nesta época 14 anos e já mostrava possuir talento para as artes, especialmente a escultura.
Frequentou informalmente as aulas do professor Francisco Manuel Chaves Pinheiro, e seu interesse despertou a atenção do mestre, que o convidou a se tornar aluno efetivo, sendo em seguida admitido na Academia Imperial de Belas Artes. Logo seu talento foi reconhecido, recebendo vários prêmios acadêmicos. Neste período naturalizou-se brasileiro, e em 1876 ganhou o ambicionado Prêmio de Viagem ao Exterior pelo relevo Príamo implorando o corpo de Heitor a Aquiles. Tinha intenção de estudar nas academias de Paris, conforme a praxe dos bolsistas imperiais, mas chegando lá o circuito artístico o deixou decepcionado, considerando que os ideais artísticos classicistas que nutria, e que eram preferidos pela Academia, já não tinham muito espaço. Assim, dirigiu-se a Roma, onde se tornou aluno dos irmãos Giulio Monteverde e Achilles Monteverde e travou contato com Achille D'Orsi e Eugenio Maccagnani. Mas a despeito da sua afirmação de preferir os modelos clássicos, sua produção neste período mostra uma acentuada tendência a incorporar a influência das escolas mais recentes, como o naturalismo, o realismo e o verismo, expressas em Faceira e Santo Estêvão, por exemplo, que enviou para o Brasil como parte dos trabalhos de prova obrigatórios, mas que despertaram críticas dos professores brasileiros pela estética adotada, embora reconhecessem sua habilidade técnica. Ao mesmo tempo, realizou diversas cópias de obras famosas do classicismo, como a Vênus de Médici e a Vênus Calipígia.  Sua obra mais importante da fase europeia é Cristo e a mulher adúltera, realizada em mármore entre 1883 e 1884, depois de estudos iniciados em 1881.

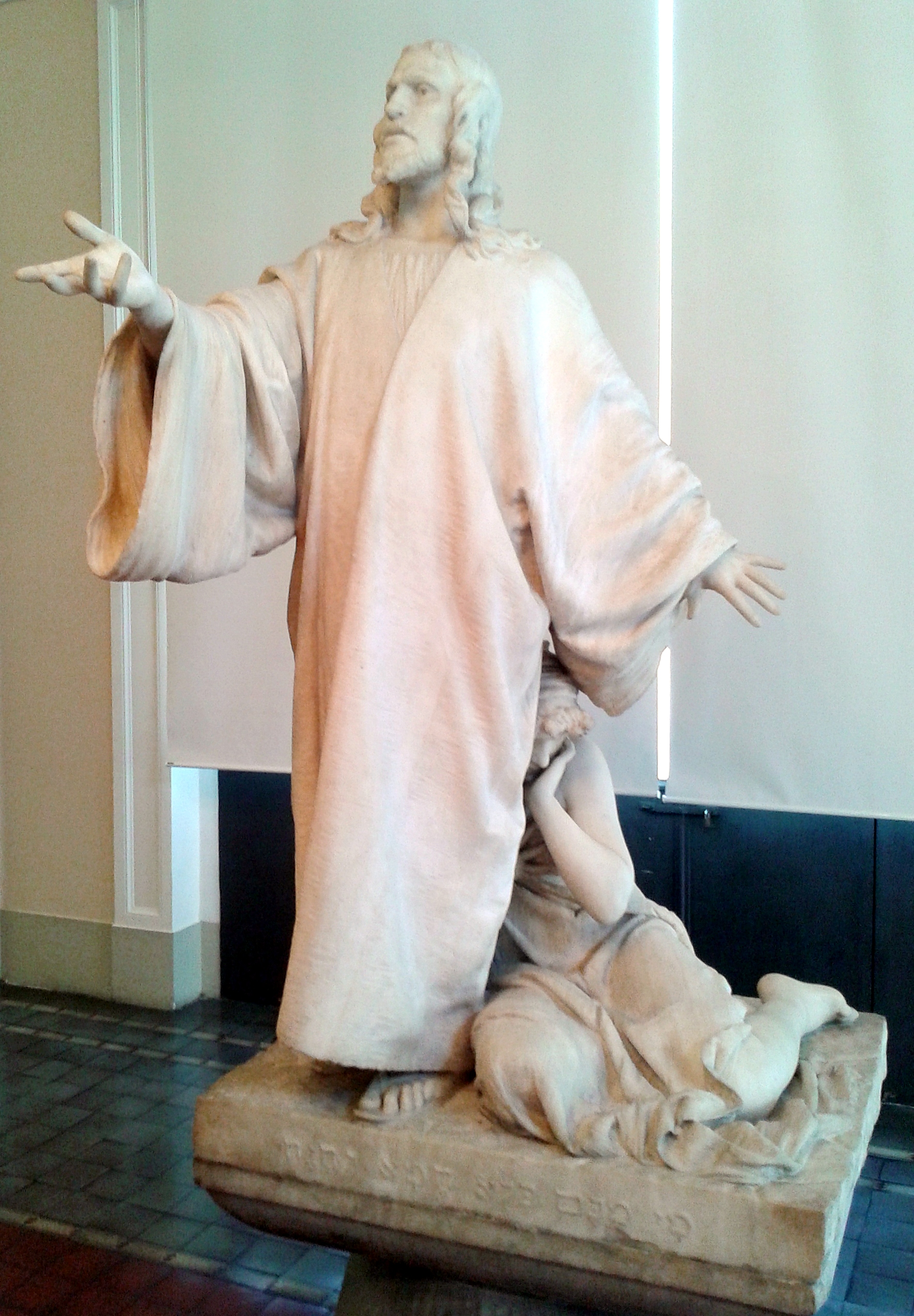
Cristo e a mulher adúltera, mármore, 202 x 116 x 149 cm, 1884.

Terminado seu aperfeiçoamento, voltou ao Brasil em 1885. Em 16 de outubro foi inaugurada uma exposição com seus trabalhos europeus, que recebeu grande divulgação na imprensa e foi muito elogiada, e no dia seguinte foi nomeado professor de estatuária na Academia Imperial, substituindo Chaves Pinheiro, que se aposentara. Na análise de Maria do Carmo Couto da Silva, "as qualidades destacadas pela crítica [da época] são relativas à expressividade das figuras, beleza das formas, habilidade exigida do artista para execução da obra e, principalmente, à vinculação de suas obras à escultura italiana contemporânea. A nosso ver, foram as propostas modernas de Rodolfo Bernardelli, tanto temáticas como formais, que consagraram o artista junto ao meio intelectual daquela época. A produção de Bernardelli na Itália tendeu a apresentar um delicado equilíbrio, que lhe permitiu que fosse aceito pela congregação de professores como aluno que era, promovido pela instituição acadêmica. Ao mesmo tempo, ele procurou realizar trabalhos coerentes com as novas idéias que começavam a aparecer no Brasil do final do século XIX".
Contando com o apoio e a estima da família imperial, passou a receber diversas encomendas importantes, destacando-se os monumentos aos generais Osório e Caxias. Com a queda da monarquia em 1889, em sinal de solidariedade para com a família imperial, renunciou à sua posição na Academia, mas a convite de Benjamim Constant, então ministro da Instrução Pública, foi readmitido e em 1890 empossado como diretor. Colaborou no projeto de reforma do ensino artístico que resultou na transformação da antiga Academia Imperial na Escola Nacional de Belas Artes. Nesta época a metodologia de ensino acadêmico já era vista por muitos como restritiva demais e excessivamente apegada a modelos estéticos ultrapassados, sufocando a ânsia de liberdade de investigação dos alunos. Também buscava-se equiparar a Escola Nacional com o padrão de qualidade das principais academias do ocidente. O plano de reforma contemplou essas aspirações e passou a dar importância à individualidade criativa original. Também foi banido o ensino da estética, por considerar-se a questão da identificação do belo como um problema de julgamento pessoal independente da sujeição a regras pré-estabelecidas. Várias matérias novas foram introduzidas, como história natural, química, física, arqueologia e etnografia. Ao mesmo tempo foram reformados os critérios de admissão, os estatutos e a sistematização das disciplinas. Organizou as exposições gerais dos alunos e promoveu a aquisição de obras para o acervo da Escola Nacional. Para Karina Ferreira Simões, "Rodolfo Bernardelli e outros professores mantinham o desejo de montar uma coleção de arte moderna e, desse modo, modernizar o sistema de ensino da instituição. Isto explica as aquisições feitas pela Escola na mostra de 1894 e em outros momentos". Com sua colaboração, depois de vários projetos abandonados, foi erguido um novo edifício para a Escola Nacional, inaugurado em setembro de 1908 quando ainda não estava todo acabado. As aulas iniciaram em 1909.
Em 1893 foi o responsável pela seção de artes da representação brasileira na Exposição Universal de Chicago. Segundo Camila Dazzi, "a participação do Brasil na Exposição Universal Colombiana de Chicago, para além de apreender como estava o país naquele momento, apresentando-se aos 'olhos das nações civilizadas', nos permite compreender um projeto bastante particular de Rodolfo Bernardelli: o de mostrar ao mundo os avanços das belas artes brasileiras e, mais do que isso, a contribuição positiva da Escola Nacional de Belas Artes nesse avanço. Esse projeto, que incluía destacar obras de cunho moderno, de alunos e professores da instituição, tinha como objetivo consolidar a Escola Nacional de Belas Artes no panorama internacional como a mais significativa escola de arte da América do Sul".

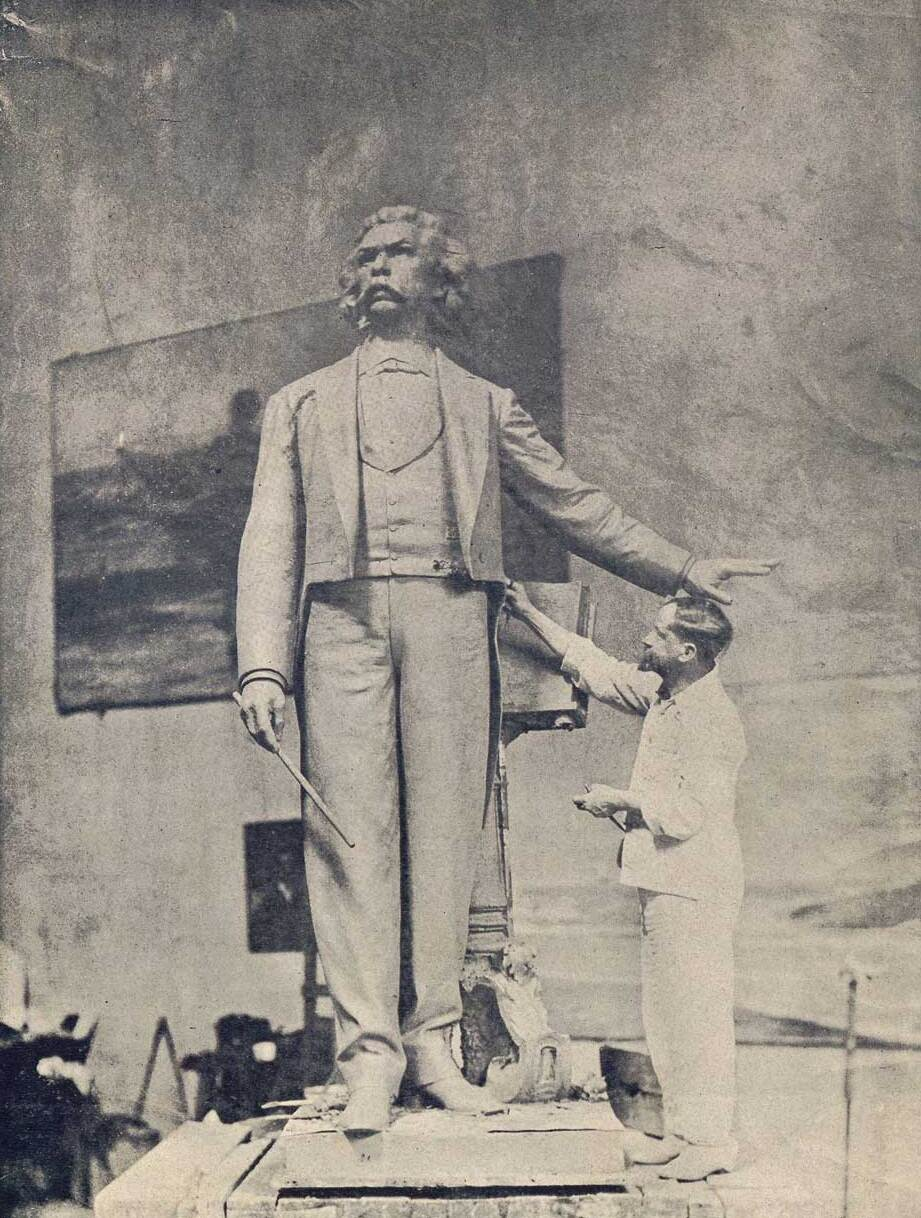
Rodolfo Bernardelli finalizando a estátua de Carlos Gomes em seu atliê.

Em 1904 integrou a Comissão Julgadora das fachadas dos edifícios da Avenida Central, bem como a comissão responsável pela escolha do projeto do Teatro Municipal do Rio de Janeiro. Nesta época criou um Lampadário Monumental para o Largo da Lapa, com figuras de caravelas, torres de castelos, serpentes e luminárias, elevados por uma esfera armilar; seis estátuas para ornamentação da fachada do Teatro Municipal, representando alegorias das artes, e o projeto para um chafariz no Largo da Carioca, que não foi executado, sobrevivendo, porém, as maquetes.
Foi reconhecido como o mais importante escultor brasileiro de sua geração, tornando-se personalidade artística muito influente. Seu atelier na rua da Relação se tornou um movimentado ponto de encontro de luminares da política, da imprensa e da cultura, como Benjamim Constant, Quintino Bocaiúva, Olavo Bilac, Machado de Assis, Aluízio de Azevedo, Raul Pompéia, Leopoldo Miguez, Zeferino da Costa, Angelo Agostini, Pereira Passos e Paulo de Frontin. No entanto, sua imagem pública não era uma unanimidade. Enquanto muitos o admiravam e até veneravam, um significativo grupo de desafetos o considerava vaidoso, prepotente e medíocre, especialmente depois que passou a ocupar a posição de diretor da Escola Nacional, quando afastou de seus cargos uma série de artistas de relevo, como  Victor Meirelles, José Maximiano Mafra, Antônio Parreiras, Benevenuto Berna, Nicola Antonio Facchinetti, Décio Vilares e muitos outros, que chegaram a elaborar um abaixo-assinado protestando contra sua permanência na direção.
De qualquer modo, foi diretor da Escola Nacional por 25 anos, virtualmente monopolizando o ensino artístico e a escultura na capital da república. De fato, durante sua regência foram poucos os alunos de escultura na Escola, e todos foram eclipsados pelo mestre. Em 1915 um movimento de alunos e professores conseguiu removê-lo da Escola. Seus anos finais passaria afastado da cena pública, concentrando-se em seu trabalho em seu novo atelier na praia de Copacabana.
Foi premiado na Exposição Universal de Filadélfia de 1876 com as esculturas Saudades da tribo (1874) e À espreita (1875), ambas de tema indianista. No mesmo ano recebeu a Primeira Medalha de Ouro na 24ª Exposição Geral de Belas Artes, com Davi, vencedor de Golias (1873). Também recebeu a Medalha de Bolívar da República da Venezuela e uma medalha em Turim pelo grupo Cristo e a mulher adúltera. Em 1919 foi eleito acadêmico honorário da Real Academia de Belas-Artes de São Fernando de Madri. Em 1931, no Rio de Janeiro, foi fundado o Núcleo Bernardelli em homenagem aos irmãos Rodolfo e Henrique. Suas obras foram exibidas em numerosas exposições. Um dos maiores escultores brasileiros, deixou uma extensa produção, entre obras tumulares, monumentos comemorativos, estátuas, relevos e bustos de personalidades. Executou monumentos a Carlos Gomes, ao marechal Osório, ao duque de Caxias, a José de Alencar, a Pedro Álvares Cabral. Parte considerável de seus trabalhos foi doada para a Pinacoteca do Estado e para o Museu Mariano Procópio.

## Galeria

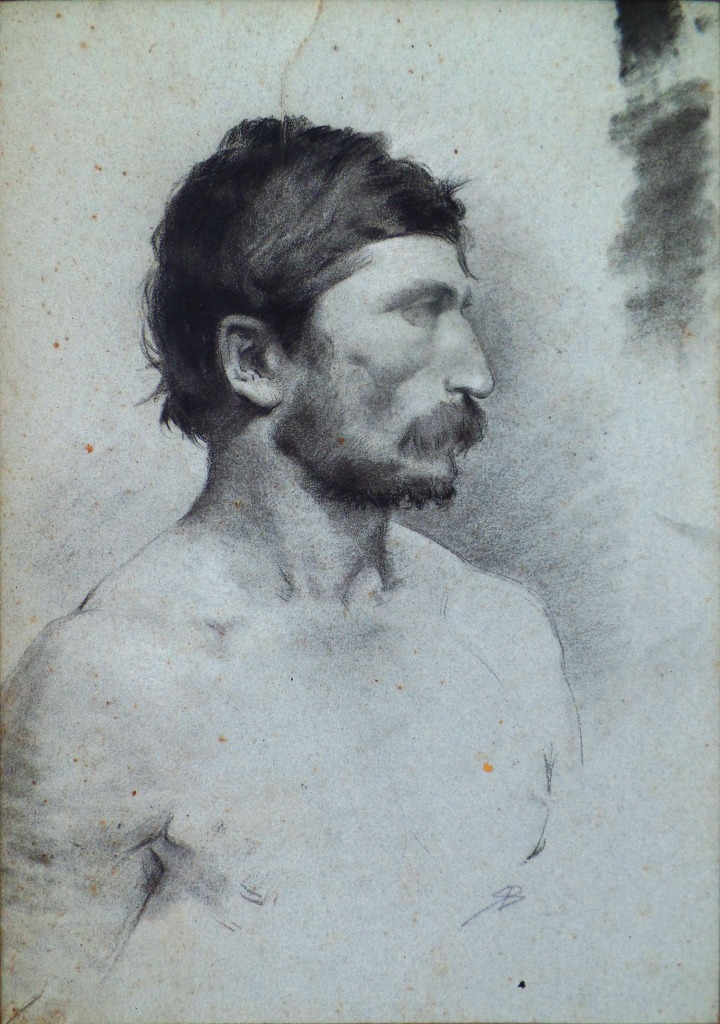
Estudo acadêmico, 40 x 28,5 cm, c. 1874-1880
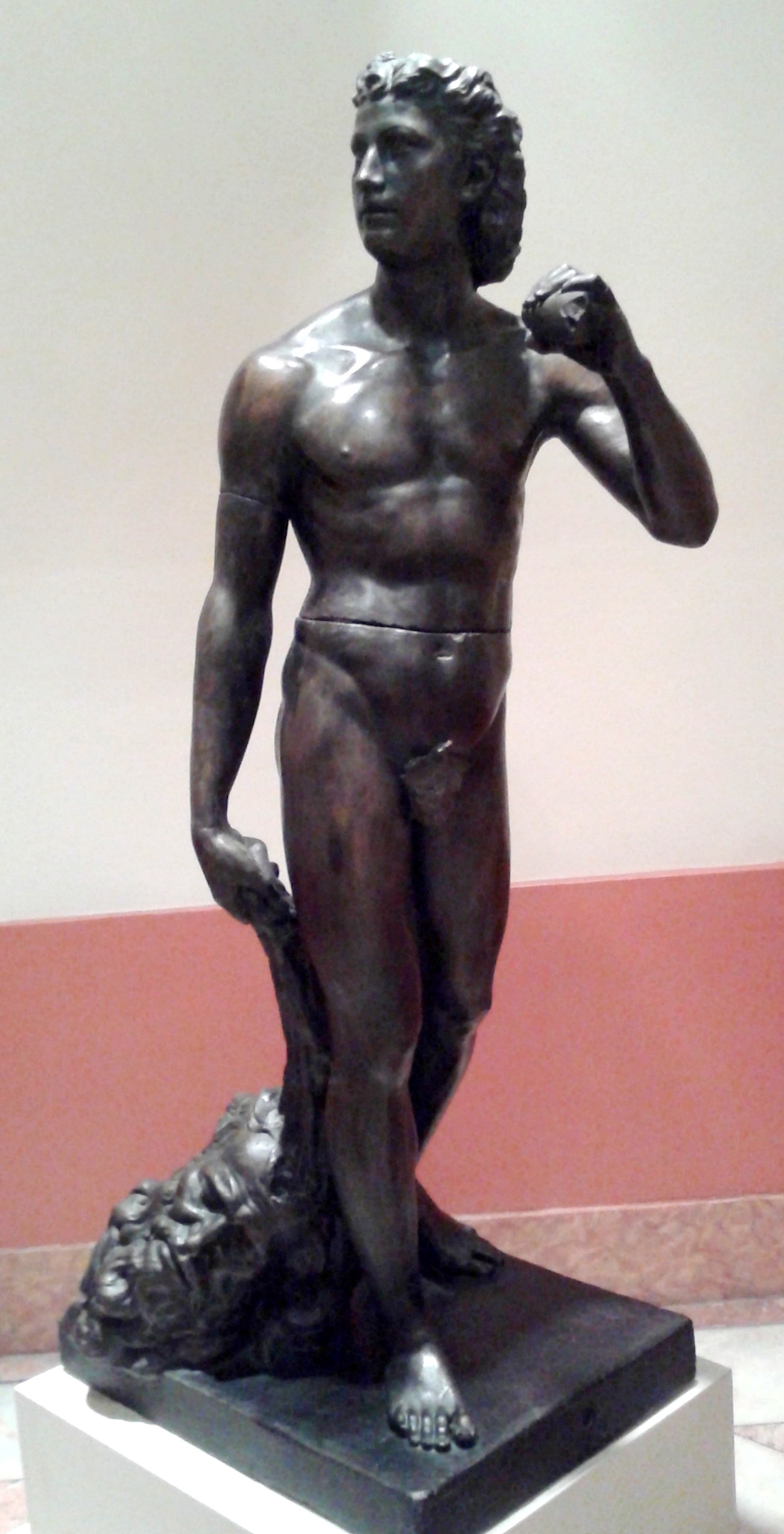
David, gesso patinado, 183 x 65 x 77 cm, 1875
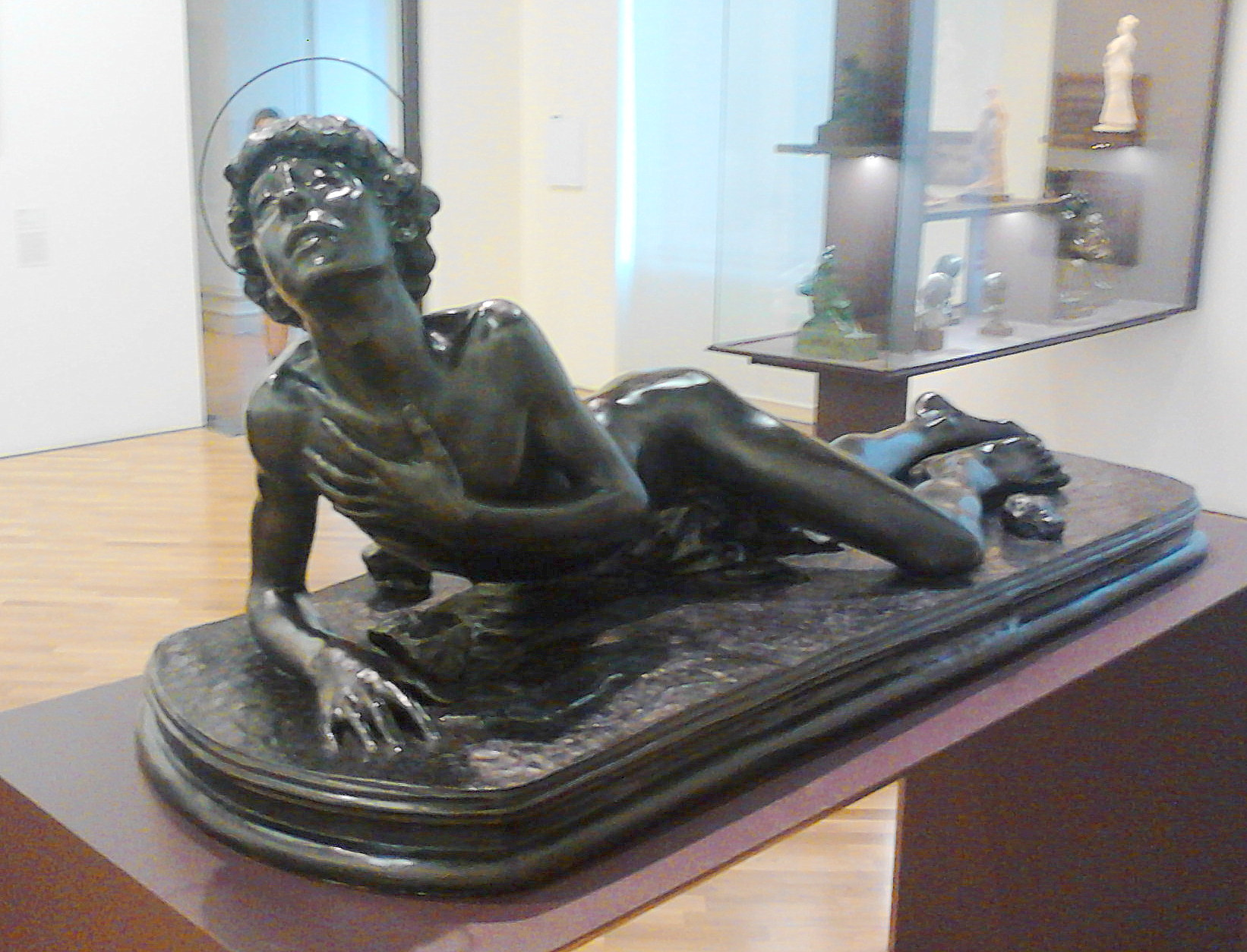
Santo Estêvão, bronze, 1879
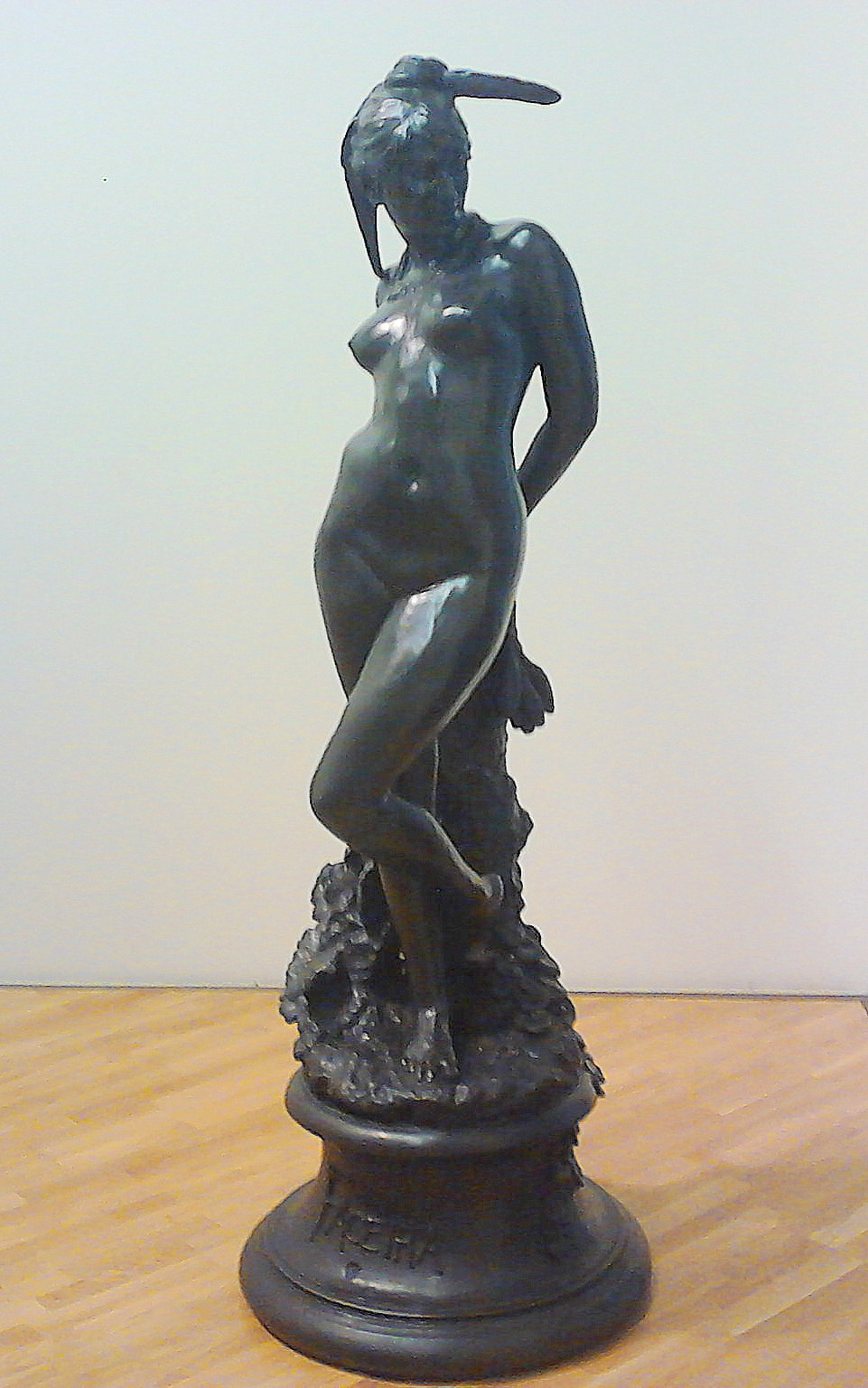
Faceira, bronze, 150 x 75 x 64 cm, 1880
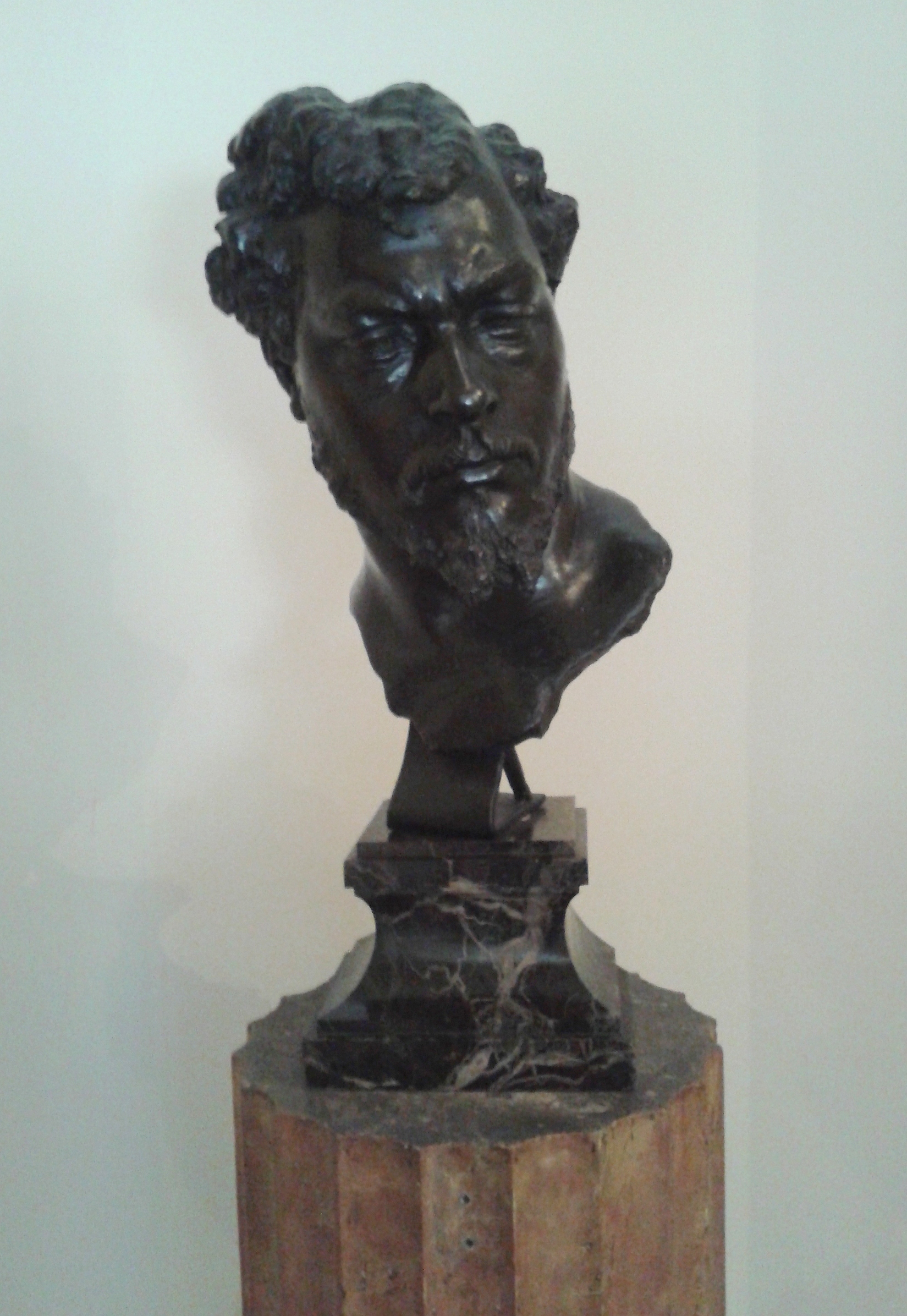
Retrato do Doutor Montenovese, bronze patinado, 52 x 26 x 28 cm, 1882

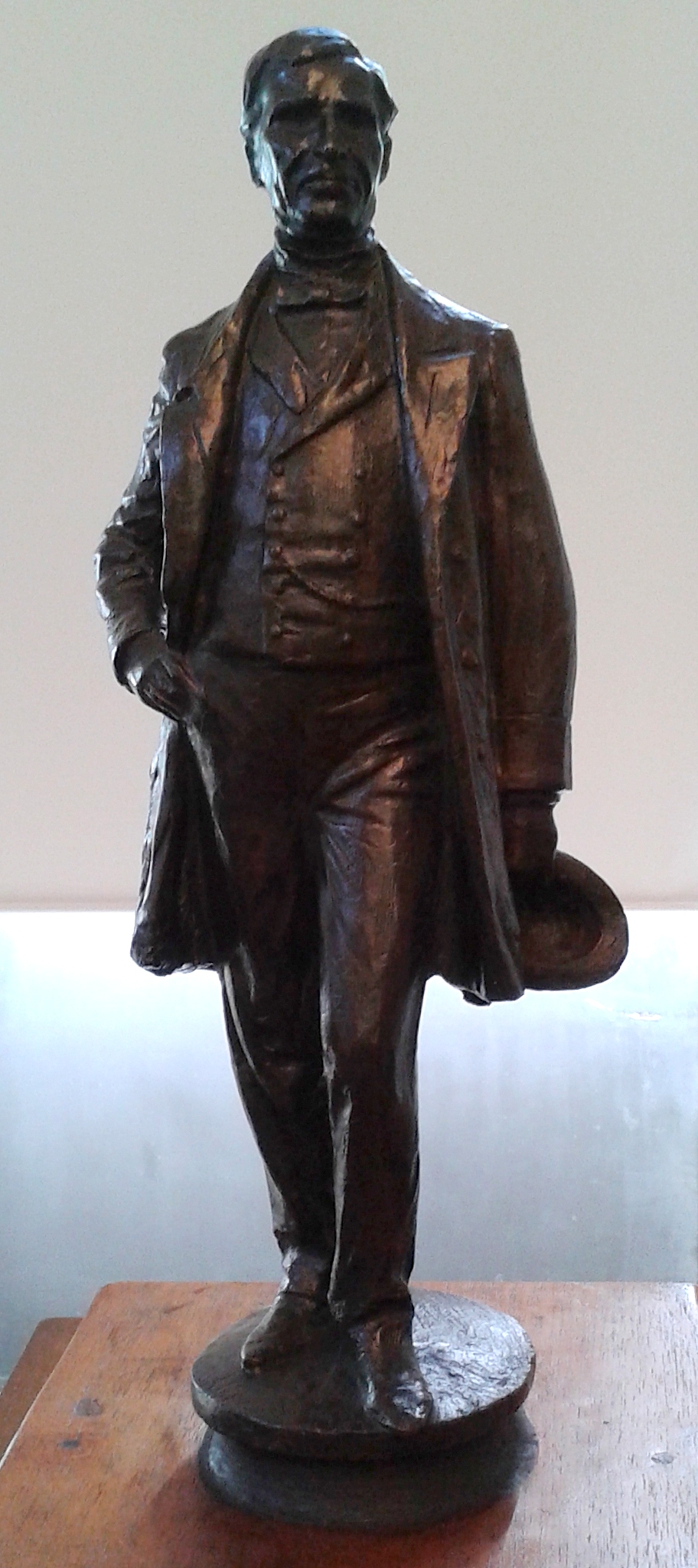
Estátua de Irineu Evangelista de Souza, bronze, 1899
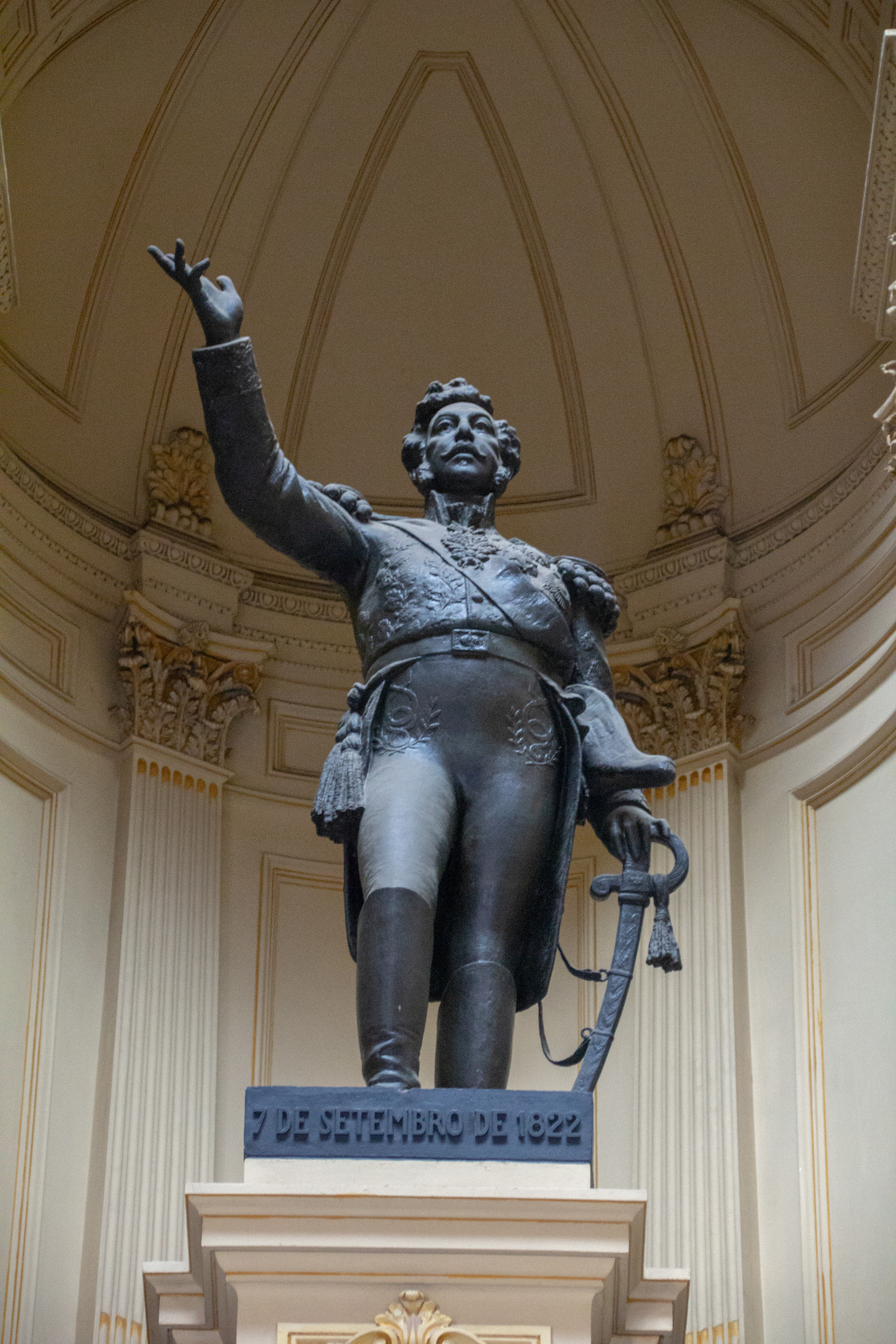
Dom Pedro I, bronze, 1923
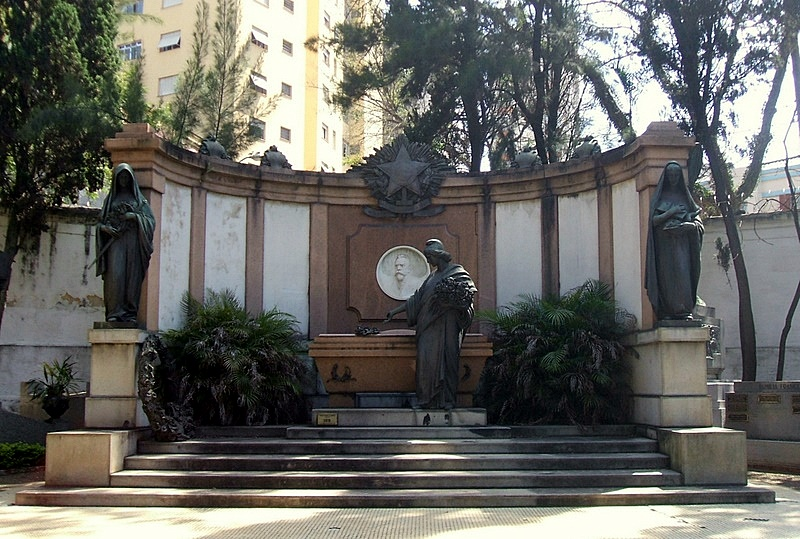
Túmulo de Campos Salles, Cemitério da Consolação, bronze
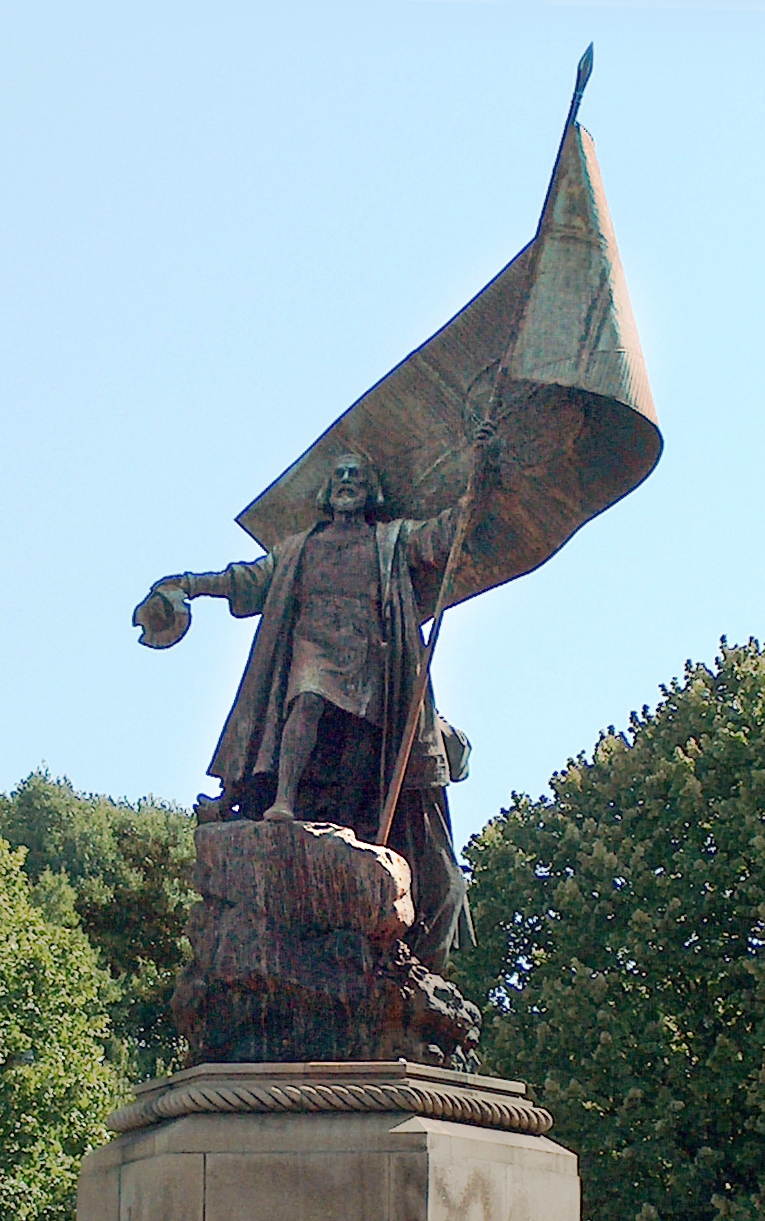
Monumento a Pedro Álvares Cabral, bronze, Lisboa.
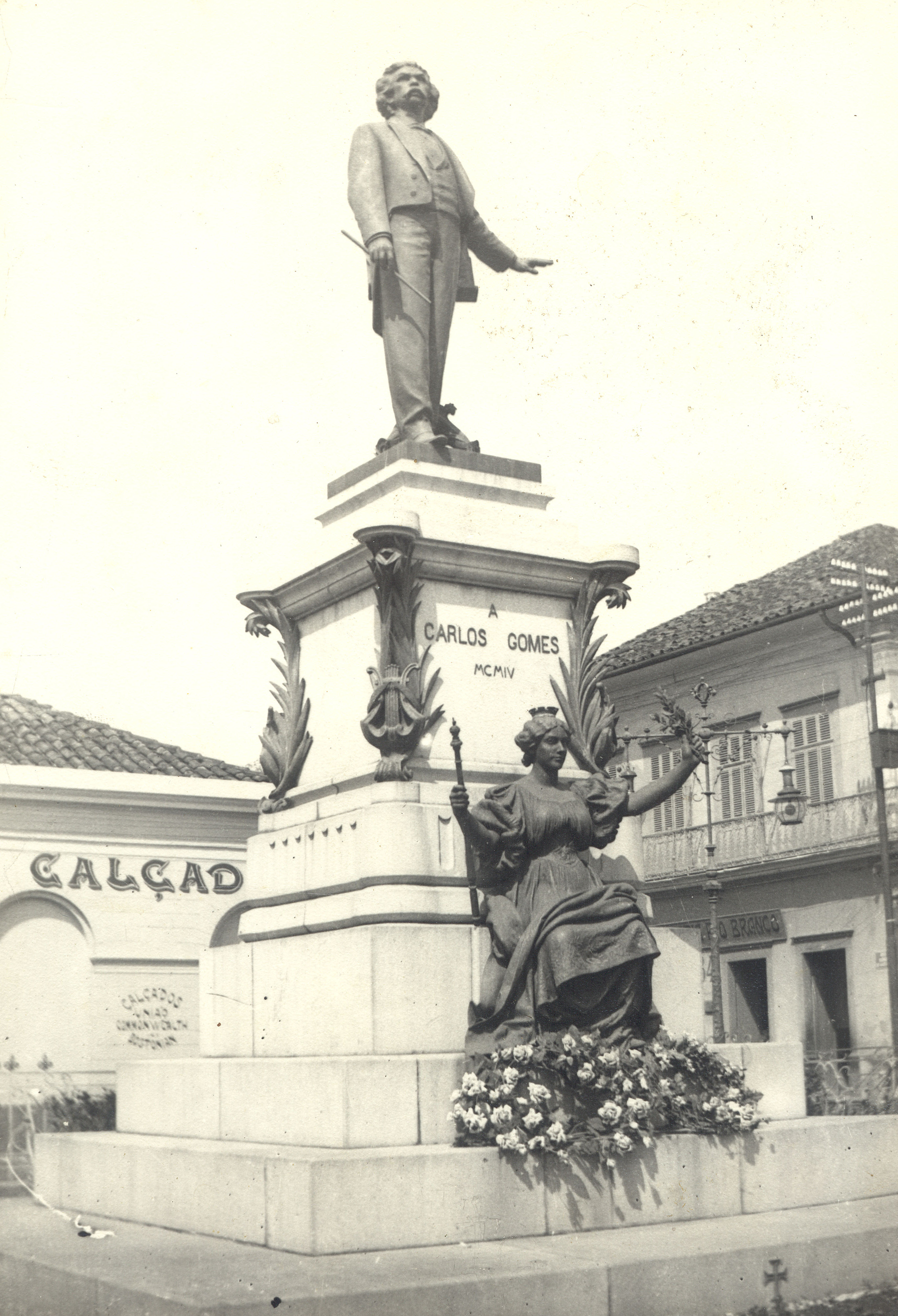
Monumento Túmulo de Carlos Gomes, Largo do Carmo, Campinas, bronze, 1904